# Obersteckholz
Obersteckholz és un municipi del cantó de Berna (Suïssa), situat a l'actual districte d'Aarwangen i des de 2010 del Districte administratiu d'Oberaargau. El primer de gener de 2021 es va integrar dins del municipi de Langenthal.